# كايو فيليبي
كايو فيليبي هو لاعب كرة قدم برازيلي في مركز الدفاع، ولد في 16 أبريل 1999 في البرازيل. لعب مع نادي سبورت ريسيفه.

## وصلات خارجية
- كايو فيليبي على موقع قاعدة بيانات كرة القدم.إي يو (الإنجليزية)